# Dialoghi (rivista)
Dialoghi è stata una rivista italiana di lettere, arti, scienze, fondata da Nicola Francesco Cimmino e pubblicata a Roma con periodicità bimestrale a partire dal 1953 e trimestrale dal 1972. Diretta da N. F. Cimmino, critico letterario e professore universitario, già direttore del periodico bibliografico L'Italia che scrive, ha cessato le pubblicazioni nel 1976.

## Storia
La rivista diede particolare spazio ad argomenti culturali d'attualità, avvalendosi della collaborazione di accademici, quali Wolf Giusti e Antonino Pagliaro, e di scrittori di fama internazionale come Gabriel Marcel. Tra i collaboratori si ricordano l'ispanista Giovanni Allegra, Alberto Chiari, Dario Ascolano, Fausto Belfiori, Domenico D'Orsi, Vincenzo De Tomasso, Gianfranco de Turris, Cornelio Fabro, Gaetano Foresta, Francesco Perfetti, Maria Raffaella Trabalza.